# أوتيس فرانك بويكين
أوتيس فرانك بويكين (بالإنجليزية: Otis Boykin) (29 أغسطس 1920 – 26 مارس 1982) مخترع ومهندس أمريكي. تشمل اختراعاته المقاومات الكهربائية المحسنة المستخدمة في الحوسبة، وتوجيه الصواريخ، وأجهزة تنظيم ضربات القلب.

## بداية حياته والتعليم
ولد أوتيس بويكين عام 1920 في دالاس، تكساس. عمل والده وولتر بويكين نجارًا، ثم أصبح فيما بعد واعظًا، في حين عملت أمه خادمةً، وتوفيت إثر نوبة قلبية وعمره سنة واحدة، وقد ألهمه ذلك فيما بعد للمساهمة في تحسين منظم ضربات القلب. ارتاد بويكين مدرسة بوكر تي واشنطن الثانوية في دالاس، حيث كان متفوقًا، وتخرج فيها عام 1938، حصل على منحة والتحق بجامعة فيسك، وعمل مساعدًا في مختبر الفضاء الجوي القريب في الجامعة، وغادر في عام 1941.

## مسيرته

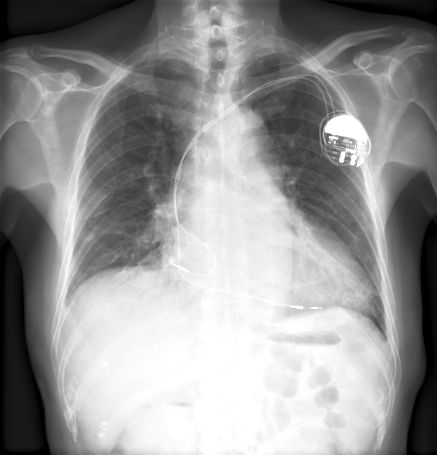
جهاز تنظيم ضربات القلب بالأشعة السينية للصدر (موسوعة شبكات القلب لتخطيط كهربية القلب)

بعد ذلك، انتقل بويكين إلى شيكاغو، حيث عمل موظفًا في شركة تصنيع الإلكترونيات (بالإنجليزية: Electro Manufacturing Company.). وُظف بعد ذلك مساعدًا في مختبر تابع لشركة ماجستيك للإذاعة والتلفزيون، ورقي فيما بعد ليصبح رئيس عمال مصنعهم. بحلول عام 1944، التحق للعمل في مختبرات أبحاث بي جي نيلسن. في عام 1946-1947، درس في معهد إلينوي للتقنية، ولكنه انسحب بعد سنتين؛ وتقول بعض المصادر إن ذلك يرجع إلى عدم قدرته على تحمل نفقات دراسته، لكنه ذكر فيما بعد أنه ترك من أجل فرصة عمل ولم يكن لديه وقت للعودة إلى إكمال دراسته.
كان الدكتور المهندس والمخترع دينتون ديريه، أحد معلميه، كما علمه الدكتور هال ف. فروث أيضًا، الذي تعاون معه في العديد من التجارب، بما في ذلك تجربة طريقة أكثر فعالية لاختبار وحدات التحكم التجريبية التلقائية في الطائرات. دخل الرجلان فيما بعد سوق العمل، وافتتحا مختبرًا لأبحاث الإلكترونيات في أواخر أربعينيات القران العشرين.
في خمسينيات القرن العشرين، عمل بويكين وفروث معًا في شركة مونسون للتصنيع؛ وكان بويكن كبير مهندسي الشركة. في أوائل الستينات، عمل بويكين مهندس مشروع في شركة إمدادات الهاتف في شيكاغو، التي عرفت لاحقًا بمختبرات سي تي أس، وهنا أجرى بويكين العديد من أبحاث تنظيم ضربات القلب، لكنه رفع لاحقًا دعوى قضائية ضدهم مقابل 5 ملايين دولار، مؤكدًا أن صاحب العمل السابق حاول الحصول على براءة اختراع للجهاز الذي طوره. بعد رفض الدعوى في نهاية المطاف، انتهى عمله في مختبرات سي تي أس، وافتتح شركته الاستشارية والبحثية، مع مكاتب في كل من الولايات المتحدة وباريس، فرنسا.

## إرثه
حصل بويكين على براءة اختراع ما يصل إلى 26 جهازًا، كما يعرف جيدًا بأنه مخترع أجهزة التحكم الالكترونية للصواريخ الموجهة، وأجهزة حاسوب آي بي ام، وأجهزة تنظيم ضربات القلب. يعد سلك المقاومة أحد اختراعاته الأولى التي ساهمت في تقليص المحاثة والمفاعلة، والمقاومة المتغيرة المستخدمة في الصواريخ الموجهة، ويعد اختراعه الأكثر شهرة وحدة تحكم لمنظم ضربات القلب الاصطناعي، إذ يستخدم الجهاز بشكل أساسي نبضات كهربائية للحفاظ على نبضات القلب العادية. توفي بويكين في شيكاغو في 26 مارس 1982 مارس عن عمر يناهز 61 عامًا.